# جيل كاستيلو
جيل كاستيلو (بالإنجليزية: Gil Castillo) هو فنان قتال مختلط أمريكي، ولد في 21 أكتوبر 1972 في كونكورد في الولايات المتحدة.

## وصلات خارجية
- جيل كاستيلو على موقع يو إف سي (الإنجليزية)
- جيل كاستيلو على موقع شيردوغ (الإنجليزية)
- جيل كاستيلو على موقع Tapology.com (الإنجليزية)
- جيل كاستيلو على موقع IMDb (الإنجليزية)
- جيل كاستيلو على موقع قاعدة بيانات الفيلم (الإنجليزية)